# Nymphodromia miranda
Nymphodromia miranda är en kackerlacksart som beskrevs av Rehn, J. A. G. och Morgan Hebard 1927. Nymphodromia miranda ingår i släktet Nymphodromia och familjen småkackerlackor.
Artens utbredningsområde är Dominikanska republiken. Inga underarter finns listade i Catalogue of Life.